# NHK長野放送局
NHK長野放送局（エヌエイチケイながのほうそうきょく）は、長野県を放送対象地域とする日本放送協会（NHK）の本部直轄の地域放送局。テレビとラジオで県域放送を行っている。

## 概要
長野県は南北に広いため、中南部の松本市に1938年松本放送局が設置されたが、1988年に支局に降格され、中南信の報道取材・受信料事務の拠点となった。
かつて放送会館は長野市城山公園（善光寺東側）にあったが、建物老朽化と長野オリンピック開催を期に、長野市若里のビッグハット（長野オリンピックのアイスホッケー会場）前に新築移転している。現会館は本局方式が採用され、五輪・パラリンピックの国際放送センターとして先行運用開始となった。
NHK長野放送会館は放送センターやスタジオなどの諸室を地下1階にまとめ、アンテナタワー（高さ55メートル）を除き、地上部分は3層以内に抑えた設計となっている。

## 沿革

### 1900年代
- 1931年
  - 2月24日 - 長野放送局に本免許交付（呼出符号：JONK 周波数：635kc 出力：500W）。
  - 3月8日 - 社団法人日本放送協会長野放送局開局、ラジオ放送を開始[2]。
- 1932年12月21日 - ラジオ第1放送の周波数を940kcに変更。
- 1933年6月5日 - 6日 - 日本で初めて野鳥の啼き声の放送を企画、戸隠山から日本全国への中継生放送に成功[3]。
- 1936年10月10日 - ラジオ第1放送の周波数を1040kcに変更。
- 1942年8月15日 - 飯田中継局、社団法人日本放送協会東京中央放送局の飯田臨時放送所として開局（当時呼出符号はなく、のちにJOAK7となり、JOSQに変更後、現在は廃止）[4]。
- 1948年11月11日 - ラジオ第2放送開始[5]。
- 1950年6月1日 - 放送法施行に伴い社団法人日本放送協会が解散。一切の権利義務は特殊法人としての日本放送協会に継承[6]。
- 1952年11月16日 - オープンリール式のテープ録音機が配備される[7]。
- 1957年5月29日 - 善光寺平テレビ中継局、NHK東京テレビの中継局として5chで開局[8]。
- 1958年11月15日 - 長野局としてのテレビ局が開局（当時は総合テレビのみ）。美ヶ原送信所からのテレビ放送を開始する（チャンネル：9ch）。これに伴い、前述の善光寺平テレビ中継局が東京局から長野局の中継局へと変更される[注 1][9]。
- 1959年
  - 2月1日 - ラジオ第1放送の長野局の送信所の出力が1kWに増力すると共に、アンテナを100m頂冠式円管鉄柱に建て替え変更した[10]。
  - 6月1日 - テレビ、フィルム送像設備が完成する[11]。
- 1960年
  - 1月9日 - ラジオ第2放送の長野局の送信所の出力が1kWに増力する[12]。
  - 12月1日 - テレビ、長野市の放送局舎から美ヶ原送信所へのリモート操作整備が完了。これにより、同送信所が無人化される[12]。
  - 12月 - テレビ、フィルムの現像設備が完成する[12]。
- 1961年2月1日 - テレビ、長野局独自のローカルニュースが放送開始[13]。
- 1962年
  - 10月18日 - 総合テレビを9chから2chへ変更[注 2][14]。
  - 11月1日 - 教育テレビが9chで本放送を開始。テレビが1局2波制となる[14]。
- 1963年12月16日 - 総合テレビのカラー放送開始（当初は東京からのネット回線による全国番組のみ）[15][16]。
- 1964年
  - 2月15日 - 東京の放送センターから中継車・電源車を手配し、同局初の長野県議会の中継を行う[17]。
  - 4月1日 - 教育テレビのカラー放送開始（総合と同じく、当初は東京からのネット回線による全国番組のみ）[18][19]。
  - 4月30日 - 長野市城山にNHK長野放送会館が落成。同所へ移転し、放送を開始[17]。
  - 5月1日 - 24日 - 城山の放送会館の開館記念として、「伸び行く放送展」を、放送会館と長野市観光館で開催。新しい放送会館の一般公開を始め、本物のスタジオカラーカメラを使ったカラーテレビの実演公開等、多彩に行われた[20]。
  - 6月16日 - 新潟地震発生。長野局からも新潟へ取材の応援に出動する[20]。
  - 7月1日 - ラジオFM放送の実用化試験放送・ステレオ放送実験開始（周波数：84.0MHz）。（送信所はテレビと同じ美ヶ原。ステレオ放送は、当初は東京から（美ヶ原送信所へ）放送波中継された全国放送のみであった。）[21][22]
  - 9月1日 - テレビローカル番組『信州の窓』放送開始[20]。
- 1965年
  - 4月1日 - 2インチの放送用モノクロVTRが設置、稼働開始[23]。
  - 7月16日 - モノクロのテレビ中継車・電源車が導入・配備される[23]。
- 1967年7月1日 - 信越放送と共同で長野県県域初のUHFテレビサテライト局「軽井沢サテライト局」を建設し、放送開始。以降、新設のサテライト局はすべてUHFとなる。また、これ以降、既設VHFサテライト局の一部をUHFに切り替える。
- 1969年3月1日 - ラジオFM本放送開始。全国170局同時開局組のひとつ。
- 1970年
  - 10月3日 - FMステレオ放送での放送波中継回線が、この日から、従来の東京からの直接受信の回線に加え、そこから前橋局を経由した回線（東京→前橋→長野（美ヶ原））が加わり、2回線の体制となる[注 3][24]。
  - 11月9日 - テレビのローカルニュースがカラー化。これに伴い、長野局のカラーフィルムによる報道取材も開始する[25]。
- 1971年
  - 7月22日 - 長野局が所有する放送用の2インチVTRのカラー化が完成、稼働開始[26]。
  - 11月4日 - 局内のテレビスタジオに、スタジオカラーカメラが配備され、ローカル番組のスタジオでのカラー番組制作が開始[26]。
- 1972年
  - 2月28日 - 軽井沢で起きたあさま山荘事件の人質救出の模様の中継取材に、長野・松本両局からも協力出動する[27]。
  - 3月15日 - FPU中継車を配備[28]。
  - 3月 - テレビ、カラーカメラを増設する[28]。
  - 10月2日 - カラー中継車導入・配備[28]。これにより、長野局ローカル制作の完全カラー化が完了。
- 1976年
  - 4月5日 - 夕方のニュース番組『信州645』放送開始[29]。
  - 12月25日 - FMローカル送出のステレオ化工事完了[30][31]。これを記念して、この日の「NKリクエストアワー」にて、特別企画「FMステレオ化記念『あなたが選んだ紅白歌合戦』」を放送する[32] 。又、「NKリクエストアワー」（毎週土曜日）だけでなく、平日のFMローカル番組「6時のジョツキー」[33]も、翌々日27日からステレオ化される。
- 1980年
  - 3月31日 - FMの全国放送用としてPCMデジタルステレオ回線が導入。これにより、同開局以来ステレオ放送に於ける東京局からの放送波中継（前述の計2回線）が廃止され、同放送の音質が改善される[34][35]。
  - 12月1日 - ENG（ミニ・ハンディー・カメラ、小型VTR）を導入・配備。これにより、16mmフィルムからVTRへの取材に移行する[36]。
- 1983年
  - 6月10日 - 総合テレビの音声多重放送を開始[注 4][37][38][39]。
  - 10月14日 - 長野局のラジオ第1・第2の送信所が共に、長野市富竹1590番地に移転。これに伴い、同局ラジオ第1の出力を5kWに増力する（NHK富竹ラジオ放送所も参照）[38]。
- 1985年
  - 9月1日 - 緊急警報放送装置を整備[40]。
  - 11月29日 - テレビ、文字多重放送を開始[40]。
- 1991年3月21日 - 教育テレビの音声多重放送開始。
- 1992年3月 - FM、平日のローカル帯番組『6時のジョッキー』放送終了[41]。
- 1998年5月11日 - 放送会館を長野市城山から長野市若里に移転[42]。

### 2000年代
- 2004年10月23日 - 新潟県中越地震発生、長野県内だけでなく新潟県津南町、十日町市などの被害状況の中継も行う。
- 2005年6月10日 - 地上デジタルテレビ放送の予備免許を取得（長野の民放テレビ4局も同時に取得）[注 5]。
- 2006年
  - 2月3日 - 午前10時、地上波総合・教育デジタルテレビのサイマル試験放送を開始。これに伴い、ローカルニュース番組を初めとする、一部のローカル番組のハイビジョン放送も開始[注 6]。
  - 3月13日 - 全部のテレビ・ラジオ放送が、統一型のデジタルマスターへ更新。
  - 3月27日 - 地上デジタルテレビ放送の本免許を取得[43]。
  - 4月1日 - 5時（当日のプログラム開始時刻）に総合・教育の地上デジタルテレビの本放送を開始[注 7]。
- 2007年
  - 6月 - 岐阜県中津川市と越境合併した旧木曽郡山口村内のテレビ中継所が、NHK岐阜放送局の中継所に変更される[注 8]。
  - 10月12日 - デジタル総合テレビにて、長野オリンピックスタジアムから、北信越BCリーグ「信濃グランセローズ 対 新潟アルビレックス 」の実況生放送を、試合開始の18時から試合終了まで放送。長野放送局独自の放送内容としては、デジタル総合テレビ初のマルチ編成放送を行った[注 9]。
- 2011年
  - 7月24日 - 午後12時、アナログ放送が終了。そして他のNHKアナログ放送で使われていたアナログ放送終了のお知らせ画面がNHK長野のみ独自のもので、NHK長野総合テレビは『JONK-TV。NHK長野総合テレビジョンです。』という言葉をいい、同日午後11:59分には完全停波した。
  - 12月 - 長野放送局の屋上に太陽電池パネルが設置され、運用開始（出力:1kWh）。
- 2016年7月16日 - 松本支局に設けていた営業部分室を廃止し、中南信地域の営業関係業務を集約[44]。
- 2022年10月3日 - NHKプラスで地域向けのテレビ番組の見逃し配信が開始[45]。
- 2023年4月1日 - 令和改革により、部制（放送部・営業推進部等）からセンター制に見直され、コンテンツセンター、経営管理企画センターへ再編された。

### 社史・記念誌関係
- 1981年 - 「あなたとともに50年」刊行。
- 1991年 - 「あなたとともに60年」刊行。
- 2001年3月8日 - 「あなたとともに70年 -長野五輪・城山から稲葉へ-」刊行。

## 主なチャンネル・周波数
※アナログ・デジタルテレビとFM放送の親局である美ヶ原局は、信越放送のデジタルテレビ放送と送信施設・鉄塔を共同使用している。

### アナログテレビ放送
2011年7月24日に運用終了。

#### 総合テレビ
- 長野（美ヶ原） 2ch JONK-TV 1kW
- 善光寺平 44ch 200W
- 飯山 4ch 3W
- 松本 44ch[注 10] 100W
- 真田 5ch 10W
- 佐久 28ch 30W
- 軽井沢 47ch 10W
- 岡谷諏訪 4ch 75W
- 伊那 53ch 100W
- 飯田 4ch 250W

#### 教育テレビ
- 長野（美ヶ原） 9ch JONB-TV 1kW
- 善光寺平 46ch 200W
- 飯山 10ch 3W
- 松本 46ch[注 11] 100W
- 真田 3ch 10W
- 佐久 26ch 30W
- 軽井沢 45ch 10W
- 岡谷諏訪 8ch 75W
- 伊那 51ch 100W
- 飯田 3ch 250W

### デジタルテレビ放送
※ワンセグでは2006年まで、関東甲信越エリアを統括する東京本局の内容をサイマル放送していた（現在は長野放送局の番組を放送）。

#### 総合テレビ
リモコンキーID：1
- 長野（美ヶ原） 17ch JONK-DTV 1kW
- 善光寺平 28ch 20W
- 飯山 25ch 5W
- 松本 28ch 10W
- 真田 25ch 10W
- 佐久 50ch 3W
- 軽井沢 25ch 1W
- 岡谷諏訪 47ch 20W
- 伊那 28ch 10W
- 飯田 46ch 100W

#### 教育テレビ
リモコンキーID：2
- 長野（美ヶ原） 13ch JONB-DTV 1kW
- 善光寺平 32ch 20W
- 飯山 27ch 5W
- 松本 32ch 10W
- 真田 27ch 10W
- 佐久 27ch 3W
- 軽井沢 27ch 1W
- 岡谷諏訪 38ch 20W
- 伊那 27ch 10W
- 飯田 48ch 100W

### ラジオ放送

#### ラジオ第1放送
- 長野 819kHz JONK 5kW
- 松本 540kHz 1kW
- 小諸 1026kHz 100W
- 上田 1341kHz 100W
- 岡谷諏訪 1584kHz 100W
- 木曽 981kHz 1kW
- 伊那 1341kHz 100W
- 駒ヶ根 999kHz 100W
- 飯田 621kHz 1kW
- 大桑 1584kHz 100W
- 木祖楢川（FM波） 86.0MHz 10W
- 南木曽（FM波） 86.6MHz 10W

#### ラジオ第2放送
- 長野 1467kHz JONB 1kW
- 松本 1512kHz 1kW
- 小諸 1539kHz 100W
- 上田 1602kHz 100W
- 岡谷諏訪 1359kHz 100W
- 木曽 1602kHz 100W
- 伊那 1539kHz 100W
- 駒ヶ根 1512kHz 100W
- 飯田 1476kHz 1kW

#### FM放送
- 長野（美ヶ原） 84.0MHz JONK-FM 500W
- 善光寺平 85.7MHz 100W
- 飯山 82.8MHz 3W
- 牟礼 85.4MHz 10W
- 戸倉上山田 89.8MHz 1W
- 栄 84.9MHz 1W
- 鬼無里 89.8MHz 1W
- 小海 84.9MHz 100W
- 聖 83.0MHz 100W
- 白馬 83.3MHz 3W
- 小谷 84.7MHz 3W
- 松本 84.8MHz 10W
- 奈川 85.4MHz 1W
- 木祖楢川 83.2MHz 1W
- 岡谷諏訪 85.3MHz 50W
- 辰野 85.7MHz 3W
- 木曽福島 82.9MHz 10W
- 倉本 85.6MHz 100W
- 南木曽 82.0MHz 10W
- 高遠 85.0MHz 10W
- 大鹿 85.0MHz 1W
- 飯田 77.4MHz 100W
- 天龍平岡 85.9MHz 3W
- 信濃阿南 82.8MHz 10W
- 遠山 85.1MHz 10W

## 支局
支局
- 松本
- 飯田
- 諏訪

## 主な長野局制作番組
太字はNHKプラスの「ご当地プラス」において見逃し配信を実施している番組。

### 総合テレビ
- ニュース・気象情報
  - 平日 6:55 - 7:00・7:55 - 8:00・11:57 - 12:00（※気象情報・お知らせ）・12:15 - 12:20（※ニュースのみ）
- イブニング信州（平日 18:10 - 18:59）
- 知るしん 信州を知るテレビ（金曜日 19:30 - 19:55、20時42分までの場合あり）
- 信州845（平日 20:45 - 21:00）
  - 祝日・年末年始は、本部・首都圏局から20:55 - 21:00に「関東・甲信越地方のニュース・気象情報」を5分間放送する。
- 信州645（土日・祝日 18:45 - 18:59）
  - 土日・祝日では唯一の県域ニュース・気象情報枠（土曜日は『どどどど!』の冠付きで放送）。その他の土日・祝日のローカルニュース・気象情報枠は全て東京・首都圏局からのネット受けとなっている。
- どどどど!信州イチオシ（土曜日 7:30 - 8:00）
  - 東京・首都圏局からの『NHKニュース おはよう日本（関東甲信越）』の土曜版は非ネット（ただし、NHKプラスを利用すれば視聴可能となっている）。
- どどどど!夜間部（不定期土曜日 時間不定）

### ラジオ第1
- ゆる信ワイド（金曜日 17:05 - 18:00[注 12]）
- 給食ラジオ（不定期金曜日 12:30 - 12:55）

例外
長野県は本来は首都圏局管轄のため、ブロックネット番組は「関東・甲信越」として扱われるが、衆議院議員総選挙の比例代表の選挙の政見放送・選挙開票速報、高校野球の春秋ブロック大会などは、北陸地方（狭義）と合わせた北信越地方とみなされるため、一部NHK金沢放送局発扱いの番組がある。

## 過去の制作番組

### 総合テレビ
- 信州の窓（- 1980年4月4日）
- フレッシュロータリーながの（1980年4月7日 - 1983年4月2日、平日 7:30 - 7:50）
- NHKニュースワイドながの（1983年4月4日 - 1988年4月1日、平日 7:30 - 7:50）
- モーニングワイドながの （1988年4月4日 - 、平日 7:30 - 7:50）
- モーニングワイド信州（ - 1993年4月2日、平日 7:30 -7:50→7:40 - 8:00）
- おはよう信州（土曜 7:30 - 8:13）
- くらしのメモ信州
- おいでよ!プラザN
- ひるとく
- ゆうゆう信州
- 遊夕信州
- 信州645（1976年4月5日 - 1977年4月1日、平日 18:45 - 19:00）
- 信州640 （1977年4月4日 - 1982年4月2日 平日 18:40 - 19:00）
- 信州630 （1982年4月5日 - 1988年4月1日 平日 18:30 - 19:00）
- イブニングネットワーク信州（1988年4月4日 - 1997年3月31日）
- まるごと信州610（1997年4月3日 -、平日 18:10 - ）
- まるごと信州600
- ニュースアップ信州600
- ニュースアップ信州（- 2003年3月28日、平日18:10 - 19:00）

### ラジオ第1
- もぎたて信州朝いちばん
- ゆる〜り信州

### FM
- NKリクエストアワー
- 6時のジョッキー

### BSプレミアム
- ピンぼけの家族（2020年3月4日） - 信州発地域ドラマとして放送[46][47]。

## 天気ループ
- 基本的に、毎日朝の時間帯に表示される（「おはよう日本」内など）。デジタル放送では、データ放送を利用して表示する方式を採用している。
- 表示順は、郵便番号の設定による登録地（天気マーク・降水確率 → 最高気温、デジタル放送のみ） → 北部（天気マーク・降水確率） → 長野（最高気温） → 中部（天気マーク・降水確率） → 松本（最高気温） → 諏訪（最高気温） → 軽井沢（最高気温） → 南部（天気マーク・降水確率） → 飯田（最高気温） → 東京（天気マーク・降水確率 → 最高気温） → 名古屋（天気マーク・降水確率 → 最高気温）の順。

## アナウンサー・契約キャスター・気象予報士
- *は過去にも長野放送局勤務の経験があることを表す。
- ◆はシフト制。アナウンサー・契約キャスターそれぞれで、一回につきいずれか一名が担当。

| 氏名           | 前任地                            | 担当番組                                                        | 備考                          |
| アナウンサー   | アナウンサー                      | アナウンサー                                                    | アナウンサー                  |
| -------------- | --------------------------------- | --------------------------------------------------------------- | ----------------------------- |
| 浅井僚馬       | 仙台                              | 各種スポーツ中継                                                | アナウンス統括                |
| 柴田拓         | 佐賀                              | イブニング信州（メインキャスター）◆ ゆる信ワイド◆               |                               |
| 米澤太郎       | 熊本                              | イブニング信州（メインキャスター）◆ ゆる信ワイド◆               |                               |
| 大嶋貴志       | 盛岡                              | どどどど!信州イチオシ（メインキャスター） ゆる信ワイド◆         |                               |
| 林田幸之介     | 大阪                              | ゆる信ワイド◆                                                   |                               |
| 稲井清香       | 初任地                            | 長野県のニュース                                                |                               |
| 契約キャスター |                                   |                                                                 |                               |
| 大久保彰絵*    | ラジオセンター （契約キャスター） | イブニング信州（サブキャスター）◆ 信州645◆                      | 須坂市出身                    |
| 時松仁美       | 佐賀 （契約キャスター）           | イブニング信州（サブキャスター）◆ 信州645◆                      |                               |
| 大橋和綺       | 津 （契約キャスター）             | イブニング信州（スポーツキャスター） 信州645◆                   |                               |
| 水原七瀬       |                                   | イブニング信州（コーナー担当）                                  | 軽井沢町出身                  |
| 気象予報士     |                                   |                                                                 |                               |
| 宮本麻衣*      |                                   | どどどど!信州イチオシ                                           | 長野市出身 ウェザーマップ所属 |
| 越後友利果     |                                   | イブニング信州 ゆる信ワイド どどどど!信州イチオシ（不在時代行） | ウェザーマップ所属            |

- 2022年度以降、東京アナウンス室よりアナウンサーが適宜派遣されており、「ニュース・気象情報」や「信州845」に出演している。

## テレビ信州との共同企画
2019年度、NHK長野放送局はテレビ信州（TSB）との共同企画を展開した。両局のアナウンサーやキャスターが相互の番組に出演するだけでなく、共同企画も展開していた。テレビ信州公式サイトの信州 テレビ新時代も参照。実施された主な企画は以下のとおり（出演者は放送時点）。
| 実施日                  | 実施番組など               | 出演者                                                      | 企画など                                                                                       |
| ----------------------- | -------------------------- | ----------------------------------------------------------- | ---------------------------------------------------------------------------------------------- |
| 2019年5月31日           | ゆる信ワイド ゆうがたGet!  | 田中寛人 齋藤沙弥香                                         | テレビ・ラジオ同時放送                                                                         |
| 2019年6月26日           | ゆうがたGet!               | 宮崎大地 川口由梨香                                         | NHK側の訪問                                                                                    |
| 2019年6月28日           | イブニング信州             | 伊東陽司                                                    | テレビ信州側の訪問                                                                             |
| 2019年8月1日            | 同上                       | 田中寛人 齋藤沙弥香                                         | 埴科郡坂城町でのロケ                                                                           |
| 2019年8月5日            | ゆうがたGet!               | 同上                                                        | 同上                                                                                           |
| 2019年8月30日           | 番組宣伝                   | 西川典孝 厚芝智行                                           | ラグビーワールドカップ2019の共同スポット                                                       |
| 2019年9月2日 - 9月6日   | イブニング信州 news every. | 各局記者                                                    | 防災コラボ、両局の記者が相互出演                                                               |
| 2019年12月14日          | ピンぼけの家族             | 伊東陽司 鈴木恵理香                                         | ドラマ出演 地域発ドラマにおいて現役の民放アナウンサーが初めて出演                              |
| 2019年12月2日           | イブニング信州 news every. | 西川典孝 菅野直道                                           | 西川が『news every.』において高校駅伝を紹介 菅野が『イブニング信州』において高校サッカーを紹介 |
| 2020年1月20日 - 1月22日 | 同上                       | 各局記者                                                    | 防災コラボ、令和元年東日本台風（台風19号）での現状取材                                         |
| 2020年2月19日           | マイチャン。おはなし隊     | 若竹明日香 木下歌織                                         | 上伊那郡箕輪町での絵本読み聞かせ                                                               |
| 2020年3月13日           | 信州を元気に!同時生放送SP  | 田中寛人 阪本篤志 加藤永莉香 伊東陽司 鈴木恵理香 齋藤沙弥香 | 18:25 - 19:00に同時生放送                                                                      |

## 長野朝日放送との共同企画
2021年、NHK長野放送局は長野朝日放送（abn）との共同企画を展開した。両局のアナウンサーやキャスターが相互の番組に出演するだけでなく、共同企画も展開した。

## 備考
- NHKの甲信越地域の放送局では、最初に動画ニュースの配信を開始した。
- アナログ放送終了時はそれに関するお知らせを長野局独自で送出し、さらに停波時には、長野局のコールサインアナウンスも送出された[注 13]。